# L'amore inatteso
L'amore inatteso (Qui a envie d'être aimé?) è un film del 2010 diretto da Anne Giafferi.
Il film è stato presentato al Festival de cinéma européen des Arcs di Les Arcs (Bourg-Saint-Maurice) nel dicembre del 2010, per poi essere distribuito nelle sale francesi a partire dal 2011. Il soggetto è tratto dal romanzo autobiografico di Thierry Bizot, Catholique anonyme del 2008.

## Trama
Parigi. Antoine è un giovane avvocato di successo che il lavoro distrae dalla famiglia, dove è la moglie Claire, medico, a seguire la crescita dei due figli. Un giorno Claire, proprio per coinvolgerlo di più, lo prega di andare ad un colloquio con un professore della scuola del figlio maggiore Arthur. Antoine scopre che il ragazzo non ha particolari problemi di rendimento ma si rende conto di non avere un gran rapporto con il figlio, nonostante si sia fermamente ripromesso di non ripetere gli errori commessi da suo padre con lui.
Qualche giorno dopo Antoine si vede recapitare un invito proveniente proprio da quel professore, a partecipare ad una catechesi 
cattolica. Nonostante ne sia infastidito, Antoine vi si reca "per educazione". I partecipanti sono pochissimi e Antoine pur restando sulle sue, in qualche modo ne resta colpito se è vero che comincia a leggere la Bibbia e nonostante tutti i suoi impegni prende a seguire regolarmente i due incontri settimanali.
Un furto nella casa di campagna della sua famiglia di origine fa riemergere i problemi che ha anche con questa. Persa la mamma molto giovane, Antoine è molto legato alla sorella Hortense mentre con il padre solo ora i rapporti sono discreti. Recatisi insieme nella casa di campagna, Antoine e la sorella scoprono che la scomparsa di tutto il mobilio non si deve ai ladri ma alle autorità giudiziarie che hanno pignorato i beni a causa dei debiti dell'altro fratello, Alain, la "mela marcia" della famiglia. Antoine copre le salate spese per riavere i beni sequestrati e per tutta risposta si vede sbattere la porta in faccia dal fratello che lungi dal ringraziare o chiedere scusa, veste i panni della vittima per poi scomparire come sempre.
Tornato a Parigi, Antoine è sempre più annoiato dalle serate con gli amici della moglie alle quali preferisce la sua catechesi della quale però ha vergogna. Una serata col fratello Alain finisce malissimo, indispettendo la stessa Claire che oltretutto sente allontanarsi il marito temendo sempre di più che abbia un'altra.
Arthur commette una bravata richiamando ai doveri di padre Antoine, il cui doveroso rimprovero è condotto con una collera sovradimensionata che evidentemente ha origini più profonde. Nella casa di campagna vanno risistemati i mobili riscattati e allora per Antoine è l'occasione buona per staccare un po'. Solo con i suoi pensieri, entrato in una chiesa, per la prima volta Antoine si ritrova a pregare.
Di nuovo in città, Antoine è rinfrancato. Riabbraccia il figlio e spiega alla moglie come sia stato preso da quella catechesi, assicurandole che se l'ha trascurata non l'ha fatto per un'altra donna. Lei resta comunque fredda e rifiuta l'invito del marito a partecipare insieme a lui all'ultimo incontro in parrocchia. Stavolta non è il prete a parlare, ma i partecipanti, ai quali viene chiesto di esprimere le loro impressioni sul percorso svolto. Così, sembra che i pochi presenti non abbiano avuto quello che speravano, finché prende la parola Antoine che confessa come sia cambiato, in meglio, e come questi incontri lo abbiano reso più umile e più consapevole dei propri limiti. Nascosta in fondo alla sala, commossa, lo ha ascoltato Claire, che una volta uscito lo abbraccia, conscia che la nuova passione del marito è tutt'altro che una minaccia per il loro amore.

## Distribuzione
Il film è uscito nelle sale francesi il 9 febbraio 2011. In Italia è stato distribuito a partire dal 21 marzo 2013.